# Disenchantment
Disenchantment (Desencantamento (português europeu) ou Desencanto (português brasileiro)) é uma série de desenho animado adulta estadunidense criada por Matt Groening. A série é a primeira produção de Groening para a Netflix; ele criou anteriormente The Simpsons e Futurama para a 20th Century Fox Television. Situada no reino medieval conhecido como Dreamland (Terra dos Sonhos, na versão brasileira), a série segue a história de Bean, uma princesa rebelde e alcoólatra, seu companheiro elfo ingénuo Elfo, e o seu destrutivo "demónio pessoal" Luci. Disenchantment é protagonizada pelas vozes de Abbi Jacobson, Eric André, Nat Faxon, John DiMaggio, Tress MacNeille, Matt Berry, David Herman, Maurice LaMarche, Lucy Montgomery e Billy West.
Com cinco partes de 10 episódios, foram exibidos um total de 50 episódios. Lançada mundialmente via streaming pela Netflix, com legendagem portuguesa em Portugal e dublagem brasileira no Brasil, a primeira parte estreou a 17 de agosto de 2018, a segunda a 20 de setembro de 2019, a terceira a 15 de janeiro de 2021 e a quarta a 9 de fevereiro de 2022. A quinta e última parte foi lançada a 1 de setembro de 2023. A série recebeu críticas geralmente favoráveis.

## Premissa
A série segue a história de Bean, uma princesa alcoólatra, o seu companheiro Elfo e o seu "demónio pessoal" Luci, que vive num reino medieval conhecido como Dreamland.

## Elenco de voz

### Bean
Vozes:
 Abbi Jacobson
 Luisa Palomanes
Princesa Tiabeanie Mariabeanie de la Rochambeaux Drunkowitz é a protagonista da série, a princesa irresponsável da Terra dos Sonhos. Ela gosta de beber. Ela pode ser bissexual ou pansexual.

### Luci
Vozes:
 Eric Andre
 Francisco Junior
Luci é o demónio pessoal de Bean. É frequentemente confundido com um gato.

### Elfo
Vozes:
 Nat Faxon
 Gustavo Nader

Elfo é um elfo de 18 anos de Elfwood que vagueia pelo mundo humano e que secretamente tem uma queda por Bean. Ele é otimista e gosta de doces.

### Rei Zøg
Vozes:
 John DiMaggio
 Guilherme Lopes
Rei Zøg é o pai dominador de Bean e governante da Terra dos Sonhos da Casa Real de Grunkwitz.

### Rainha Oona
Vozes:
 Tress MacNeille
 Mariangela Cantú
Rainha Oona é uma criatura tipo salamandra de Dankmire que é a segunda esposa de Zøg e madrasta de Bean.

### Príncipe Derek
Vozes:
 Tress MacNeille
 Eduardo Drummond
Príncipe Derek é o filho de Zøg e Oona e meio-irmão de Bean.

### Ovaldo
Vozes:
 Maurice LaMarche
 Manolo Rey
Ovaldo, é o primeiro-ministro de três olhos da Terra dos Sonhos.

### Rainha Dagmar
Vozes:
 Sharon Horgan
 Mônica Rossi
Rainha Dagmar é a mãe biológica de Bean.

### Sorcerio
Vozes:
 Billy West
 Luiz Carlos Persy
Sorcerio (Bruxério na versão brasileira) é o alquimista e mago pessoal de Zøg.

## Episódios
| Parte | Parte | Temporada | Episódios | Episódios | Originalmente exibido  |
| ----- | ----- | --------- | --------- | --------- | ---------------------- |
|       | 1     | 1         | 10        | 10        | 17 de agosto de 2018   |
|       | 2     | 1         | 10        | 10        | 20 de setembro de 2019 |
|       | 3     | 2         | 10        | 10        | 15 de janeiro de 2021  |
|       | 4     | 2         | 10        | 10        | 9 de fevereiro de 2022 |
|       | 5     | 3         | 10        | 10        | 1 de setembro de 2023  |

## Produção

### Desenvolvimento
A série, criada por Matt Groening, criador de The Simpsons e Futurama, "exibirá seu estilo de animação de marca registrada". A série animada é produzida pelo mesmo estúdio que trabalhou em Futurama. Em julho de 2017, foi anunciado que o rapper Briggs faz parte da equipa de guionistas da série. John DiMaggio descreveu a série como "a descendência de The Simpsons e Game of Thrones". Groening disse que o programa tem um "ponto de vista feminista definido".

### Conexões
O episódio "Dreamland Falls" relaciona-se ao outro programa de Groening, Futurama, implicando que os dois programas acontecem no mesmo universo. Quando Luci usa a bola de cristal para mostrar momentos anteriores, Philip J. Fry, Bender e Professor Farnsworth, podem ser vistos brevemente numa máquina do tempo. O momento é uma clara referência ao episódio "The Late Philip J. Fry", no qual o trio viaja numa máquina do tempo unidirecional e testemunha o fim e o renascimento do universo, implicando que os três estavam passando após o tempo reiniciar.
No episódio "Tiabeanie Falls", ao prestar testemunho no julgamento de bruxas de Tiabeanie, Chazzzzz aponta para o registrador da corte "Isso é Chazzzzz, com cinco z's", ao qual o funcionário responde: "Acho que já fiz relatórios suficientes para saber como soletrar Chazzzzz". Esta é uma referência direta ao episódio de Futurama, onde nenhum fã se foi antes, no qual a equipa do Planet Express está sendo mantida contra a sua vontade e forçada a participar de uma convenção de Star Trek com o elenco do programa original. Durante uma sessão de autógrafos, a energia que os mantém, conhecida como Melllvar, diz "Isso é Melllvar, com três l's", ao qual Sulu responde dizendo "Acho que sim".

## Lançamento
De início, 20 episódios da série foram encomendados pela Netflix, com os primeiros 10 episódios a serem lançados a 17 de agosto de 2018 e os episódios restantes lançados a 20 de setembro de 2019. A 22 de outubro de 2018, Disenchantment foi renovado para uma segunda temporada de 20 episódios. A primeira metade da segunda temporada foi lançada a 15 de janeiro de 2021.

### Marketing
A 22 de maio de 2018, Groening lançou três imagens teaser no Reddit. No dia seguinte, a data de estreia foi revelada, juntamente com várias outras imagens. Antes do lançamento da segunda parte, Groening criou uma nova empresa de quadrinhos, a Bapper Books, que lançou um livro exclusivo da San Diego Comic-Con, Disenchantment: Untold Tales.

## Recepção

### Recepção da crítica
A primeira parte da série recebeu críticas mistas da crítica, a partir dos primeiros sete episódios enviados à crítica. No Rotten Tomatoes, a primeira parte da temporada 1 tem uma pontuação de 62% com base em 89 avaliações com uma classificação média de 6,13 / 10. O consenso crítico diz: "Disenchantment mostra o suficiente do humor de marca registrada de Matt Groening para satisfazer os fãs — embora a familiaridade geral do programa e a decepcionante disposição de jogar pelo seguro possam não ser um bom presságio para temporadas futuras." No Metacritic, a série tem uma pontuação de 56 de 100 com base em 28 avaliações que indicam "avaliações mistas ou médias". A Forbes chamou a série de "charmosa, única e excelente". A Ars Technica afirmou que a série começa rochosa, mas depois fica "muito boa". A Entertainment Weekly deu à série uma nota "C", comparando a uma estendida história do tipo "Treehouse of Horror". A Den of Geek deu uma recepção mais mista da série, elogiando o conceito, mas criticando algumas piadas. Brian Tallerico de RogerEbert.com escreveu que a série não está de acordo com os padrões de outras animações Originais Netflix, mas elogiou seu conceito e elenco, e sugeriu que a série poderia melhorar no futuro. Revendo sete dos 10 episódios da primeira temporada, Danette Chavez do The A.V. Club, deu à série uma nota "B-", dizendo que a forçagem do elenco compensou um roteiro fraco.
Após sua revisão inicial, o TV Guide deu à série uma recepção morna. Mas ao ver os três últimos episódios, a opinião mudou, e elogiou a serialização da série que deu certo no final.
No Rotten Tomatoes, a segunda parte tem uma pontuação de 73% com base em 15 avaliações com uma classificação média de 6.6 / 10. O consenso crítico diz: "À medida que as peças de Disenchantment lentamente se encaixam, ele se aprofunda no caráter e na construção do mundo para se tornar um programa mais completo - se essas peças caíssem um pouco mais rápido".